# Derbyshire Peak
Derbyshire Peak är en bergstopp i Antarktis. Den ligger i Östantarktis. Nya Zeeland gör anspråk på området. Toppen på Derbyshire Peak är 1 689 meter över havet, eller 38 meter över den omgivande terrängen. Bredden vid basen är 0,60 km.
Terrängen runt Derbyshire Peak är platt norrut, men söderut är den kuperad. Trakten är obefolkad. Det finns inga samhällen i närheten. 